# Oca de les Hawaii
L'oca de les Hawaii (Branta sandvicensis) és una espècie d'ocell de la família dels anàtids (Anatidae) que habita les terres altes de l'illa de Hawaii. Introduït a Maui.